# Мироцька сільська рада
| Мироцька сільська рада — колишній орган місцевого самоврядування у Києво-Святошинському районі Київської області з адміністративним центром у с. Мироцьке. Водоймища на території, підпорядкованій даній раді: річка Орлянка. Сільській раді підпорядковані населені пункти: - с. Мироцьке |

## Склад ради
Рада складалася з 20 депутатів та голови.

### Керівний склад ради попередніх скликань
| ПІБ                    | Основні відомості                                                 | Дата обрання | Дата звільнення |
| ---------------------- | ----------------------------------------------------------------- | ------------ | --------------- |
| Іваненко Ніна Іванівна | Сільський голова, 1951 року народження, освіта, позапартійна      | 26.03.2006   | 31.10.2010      |
| Джус Ольга Миколаївна  | Сільський голова, 1956 року народження, освіта вища, позапартійна | 31.10.2010   | 25.10.2015      |

Примітка: таблиця складена за даними джерела